# Altes Gefängnis (Freising)

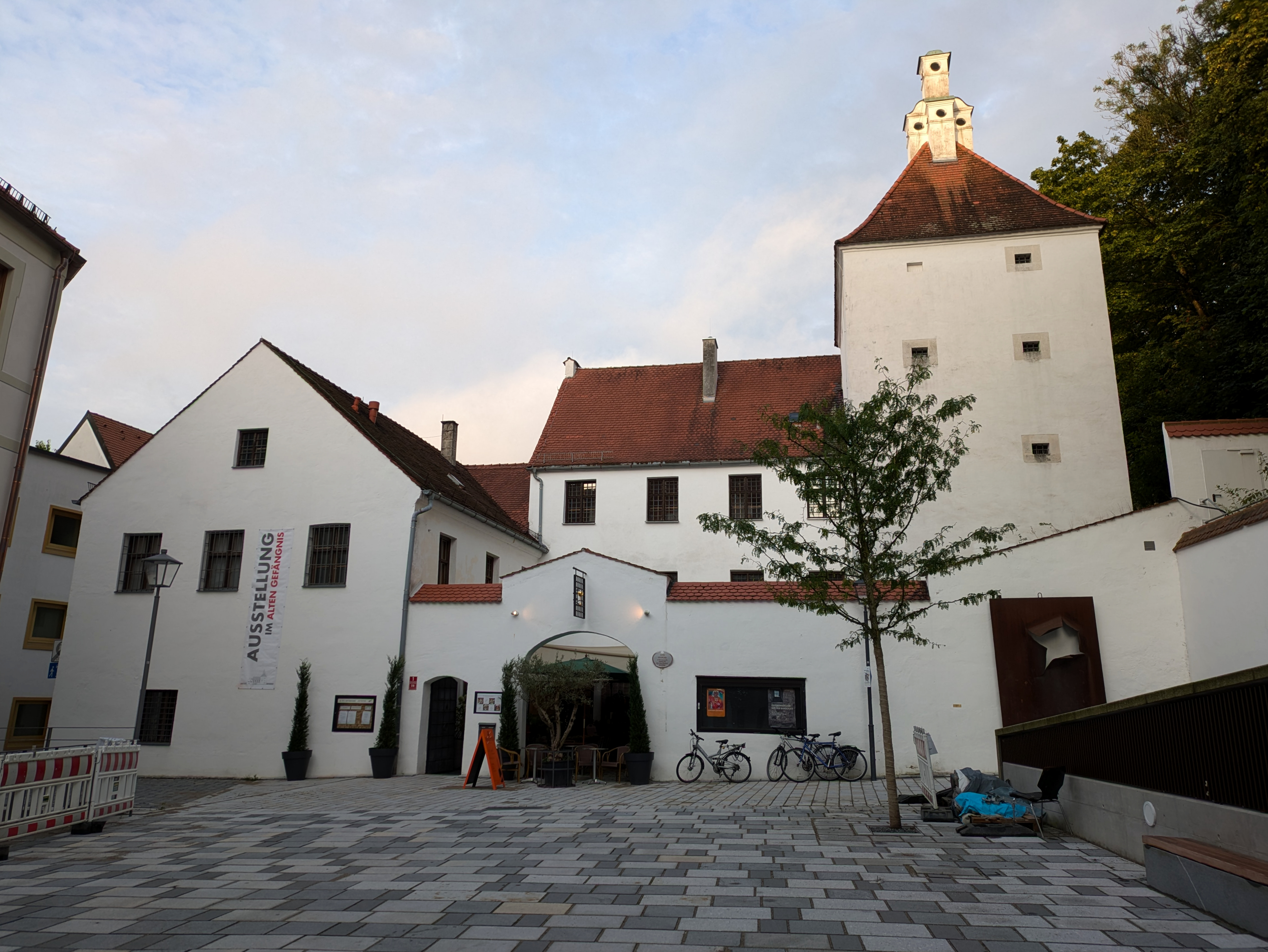
Altes Gefängnis in Freising

Das Alte Gefängnis ist ein historischer Gebäudekomplex an der Oberen Domberggasse 16 in der Altstadt von Freising.

## Geschichte
Das Gefängnis in Freising war ursprünglich im Erdgeschoss des  alten Rathauses untergebracht. 1663 wurde das „Oswald-Huberische Haus“ an der Moosach mit der eingefallenen „Domstifts-Kaplaney“ durch das Hochstift Freising angekauft und darauf eine „Eisenfrohnveste“ errichtet, die als Stadt- und Pflegegericht diente. Im Verlauf der
Kinderhexenprozesse in Freising (ein erster Prozess fand zwischen 1715 und 1717, ein zweiter zwischen 1721 und 1723 statt) wurde der als „Hexenturm“ bezeichnete Gefängnisturm errichtet. Nach der Säkularisation des Hochstiftes Freising im Jahr 1802 diente der Komplex der churfürstlich-baierischen Verwaltung als Gerichtsgebäude. 1840 wurde ein dreigeschossiger Zellenbau und eine sechs Meter hohe Einfriedungsmauer hinzugefügt. 1881 erfolgte ein Neubau des Gerichtsgebäudes am Unteren Graben. Der Zellentrakt des alten Gerichtsgebäudes wurde aber weiterhin als Gerichtsgefängnis benutzt und wurde erst am 1. Oktober 1965 geschlossen.  Der letzte Gefängniswärter war Heinz Seyfried (1937–2021) aus Neufahrn bei Freising, der nach der Schließung in die Justizvollzugsanstalt Stadelheim versetzt wurde.
Das Gebäude blieb von 1965 bis 2005 ungenutzt. 1982 wurde der Erweiterungsbau an der Ostseite abgerissen.

## Renovierung und aktuelle Nutzung
Mit der Gründung des Fördervereins Altes Gefängnis Freising e.V. begann 2005 die Renovierung des Gebäudekomplexes. Im Erdgeschoss befindet sich ein Weinlokal, Ausstellungsräume stehen im Obergeschoss zur Verfügung. Im zweiten Stockwerk befindet sich das Gefängnismuseum.
2007 wurden Teile des Films Räuber Kneißl von Marcus H. Rosenmüller hier gedreht.